# 완도 해맞이 행사
완도 해맞이 행사는 전라남도 완도군에서 개최하는 신년 해맞이 축제로 다도해의 섬과 섬사이에서 일출을 감상한다.

## 개요
전라남도 완도군 완도읍 동망산 일대에 조성된 다도해 일출공원에서 열리는 새해 해맞이 축제이다.
일출 감상이 가능한 완도타워 전망층은 입장객 수용인원이 150명으로 제한됨에 따라 관외거주자 100명, 관내거주자 50명 등 총 150명을 사전추첨하여 입장권을 배부하고 1월 1일 7시부터 전망층 입장이 가능하다. 사전추첨 방식으로 배부하던 완도타워 전망층 입장권을 2016년 정유년 해맞이 행사부터는 당일 행사장에서 선착순으로 150명에게 배부하는 방식으로 변경되었다.
해맞이 행사는 완도타워에서 청해진 12군고의 '일출기원제'를 시작으로 봉수대에서 '신년덕담'과 소망성취 '풍선날리기' 등으로 진행된다.
2017년 해맞이 행사는 조류인플루엔자(AI) 확산방지를 위하여 전면 취소되었다.